# Autharius
Autharius, auch Audecharius, frz. Saint-Oys, (* um 570; † um 620 in Jouarre) war unter der Herrschaft der Merowinger ein fränkischer Adliger und Amtsträger.

## Leben
Die Existenz des Autharius ist neben der Vita sancti Columbani des Jonas von Bobbio, die dieser um die Jahre 640 bis 643 als Mönch der Abtei Bobbio verfasste, insbesondere noch durch die Vita Faronis des Hildegar von Meaux belegt.
Er entstammte einer Adelsfamilie fränkischer Herkunft, die ursprünglich im Burgund begütert war und neben den verwandten Waltrichen zu den mächtigsten Vertretern der burgundischen Aristokratie zählte. Sein Vater Gundovald wurde von Guntrhamn, der als Vormund seines Neffen Chlothar II. das fränkische Teilreich Austrasien regierte, in das Amt des Comes von Meaux berufen.
Aufgrund des Prädikats Vir illuster, welches Jonas dem Autharius verleiht, kann er ohne Zweifel den Großen des austrasischen Teilreiches zugerechnet werden, die regelmäßig in den königlichen Diplomen als optimates bezeichnet werden. In diesem Zusammenhang ist es auch wahrscheinlich, dass er unter der Regentschaft Chlothars II. sowie dessen Sohn und Nachfolger Dagobert I. ein hohes Amt am Königshof bekleidete.
Eine besondere historische Bedeutung kommt Autharius, neben seinem Bruder Chagnerich als einflussreichem Förderer der Missionstätigkeit des heiligen Kolumban zu, welche entscheidend zur Christianisierung der Gebiete nördlich der Alpen beitrug. Im Winter 610/611 nahm Autharius den Missionar und seine Begleiter, unter denen sich auch der jüngere Gallus befand, für längere Zeit in seinem Landgut an der Marne auf. Von dort zog Kolumban im Frühjahr weiter in das langobardische Italien, während sich Gallus bei Bregenz am Bodensee von ihm trennte und in der Folge eine Einsiedelei gründete, aus der die Abtei St. Gallen entstand.

## Besitz
Zu Beginn konzentrierte sich der Grundbesitz des Autharius in Austrasien auf das Gebiet um eine Villa in Sancy-les-Cheminots an der Aisne. Um das Jahr 610 übersiedelte er mit seiner Familie auf ein Landgut in Ussy-sur-Marne. Dass Autharius über umfangreiche Eigengüter verfügte und mithin als Großgrundbesitzer angesehen werden kann, wird aus dem Umstand deutlich, dass für die Klostergründungen seiner Familie drei Abteien mit reichen Stiftungen an Grundbesitz ausgestattet werden konnten.

## Familie
Er hatte noch zwei Brüder, die mit sich mit ihm gemeinsam in Austrasien niederließen: Chagnoald, der in Reims ansässig war sowie Chagnerich, der als Comes des Pagus Meldensis in Meaux residierte.
Autharius war bis etwa 600 mit Moda verheiratet. Diese Ehe wurde jedoch aus unklaren Gründen gelöst und Moda trat als Nonne in ein Kloster ein. Aus dieser Verbindung entstammten zwei Kinder:
- Ermenradus (Gründer der Abtei Notre-Dame de Jouarre)
- Ermenulfus (Gründer der Abtei Notre-Dame de Jouarre)

Aus einer zweiten Ehe nach dem Jahr 600 mit Aiga stammten drei Söhne und eine Tochter:
- Ado (Gründer eines Klosters im Jura und Mitgründer des Klosters Rebais. * um 602 in Sancy-les-Cheminots; † 670 in Jouarre)
- Audoenus (Referendar König Dagoberts I., 641–684 Bischof von Rouen, Gründer des Klosters Rebais. * um 609 in Sancy-les-Cheminots; † 24. August 684 in Clichy)
- Rado (Mitgründer des Klosters Rebais, Gründer des Klosters Reuil-en-Brie)
- Magnafleda